# Principio dispositivo
El principio dispositivo, en España, explica el poder tienen las partes sobre las pretensiones debatidas en el proceso, las cuales ejercitan.